# Simopteryx vitellinata
Simopteryx vitellinata är en fjärilsart som beskrevs av Charles Oberthür 1911. Simopteryx vitellinata ingår i släktet Simopteryx och familjen mätare. Inga underarter finns listade i Catalogue of Life.